# Épées et Démons
Épées et Démons (titre original : Swords and Deviltry) est un recueil de nouvelles écrites par Fritz Leiber et appartenant au Cycle des épées. Il a été publié aux États-Unis en 1970 puis traduit et publié en France en 1982. Il raconte les aventures de Fafhrd et du Souricier Gris au travers du monde de Newhon.

## Liste des nouvelles
1. Entrez ou Invitation au voyage (dans la traduction de Bragelonne) (Induction) (1957)
2. Les Femmes des neiges (The Snow Women) (1970)
3. Le Rituel profané ou Le Graal hérétique (dans la traduction de Bragelonne) (The Unholy Grail) (1962)
4. Mauvaise rencontre à Lankhmar (Ill Met in Lankhmar) (1970)

Dans la première édition française puis la première édition poche, les nouvelles sont précédées d'une préface intitulée Mon métier : Science-fiction et Îles mystérieuses écrite par Fritz Leiber et traduite par Brian Hester. Cette préface n'existe plus dans la réédition de Bragelonne.

## Édition française
- En avril 1982 chez Temps futur coll Heroic fantasy, no Épées-1. Illustration de Andreas, traduction de Jacques Parsons et Brian Hester (pour la préface)  (ISBN 2-86607-011-9).
- En décembre 1984 chez Pocket coll. Science-fiction (1re série - Noir), no 5194. Illustration de Wojtek Siudmak, traduction de Jacques Parsons et Brian Hester (pour la préface)  (ISBN 2-266-01480-3).
- En août 2005 chez Bragelonne. Illustration de Sarry Long, traduction de Jean-Claude Mallé  (ISBN 978-2-8205-2285-6).